# گوزن آندی شمالی
گوزن آندی شمالی (نام علمی: Hippocamelus antisensis) نام یک گونه از سرده اسب‌شتری‌ها است.